# Barton MacLane
Barton MacLane, född 25 december 1902 i Columbia, South Carolina, död 1 januari 1969 i Santa Monica, Kalifornien, var en amerikansk skådespelare.
Han har en stjärna för insatser inom television på Hollywood Walk of Fame vid adressen 6719 Hollywood Blvd.

## Filmografi i urval
- 1935 – Casino de Paris
- 1935 – Den stora razzian
- 1935 – Den laglösa staden
- 1935 – Efterlyst
- 1935 – Dr. Socrates
- 1935 – 14 dagars frist
- 1936 – Bengal Tiger
- 1936 – Flygets hjältar
- 1936 – Samhällets rovriddare
- 1937 – Man lever bara en gång
- 1937 – Smart Blonde
- 1937 – Myteriet i statsfängelset
- 1937 – Prinsen och tiggaren
- 1938 – New Yorks undre värld
- 1938 – Den gyllene jorden
- 1940 – Melody Ranch
- 1941 – Dr. Jekyll och Mr. Hyde
- 1941 – Riddarfalken från Malta
- 1941 – Sierra
- 1941 – Gangsterrazzia
- 1941 – En kvinna bland män
- 1941 – Inte ikväll, min vän!
- 1948 – Sierra Madres skatt
- 1948 – Silverfloden
- 1953 – Captain Scarface
- 1953 – Moonlight serenade
- 1956 – Förrädaren
- 1961 – Fickan full av flax